# Harry Harris (pugile)
Harry Harris, soprannominato “The Human Scissors” (Chicago, 18 novembre 1880 – 26 novembre 1958), è stato un pugile statunitense.
La International Boxing Hall of Fame lo ha riconosciuto fra i più grandi pugili di ogni tempo.

## Gli inizi
Di famiglia ebraica, divenne professionista nel 1896.

## La carriera
Campione del mondo dei pesi gallo dal 1901 al 1902, il suo stile fu influenzato da Kid McCoy, che gli insegnò il suo celebre “pugno a cavatappi”.